# Tammy Thomas
Tammy Thomas, née le 11 janvier 1970 à Yazoo City dans le Mississipi, est une coureuse cycliste américaine, spécialiste des épreuves de vitesse sur piste. Elle est notamment vice-championne du monde de vitesse en 2001. En 2002, elle est suspendue à vie, à la suite de son implication dans l'affaire Balco.

## Biographie

### Carrière cycliste
Tammy Thomas obtient ses premiers résultats au niveau international en 2001. Elle se classe deuxième de deux manches de Coupe du monde à Mexico (le 500 mètres et la vitesse) derrière la locale Nancy Contreras. Lors des mondiaux sur piste d'Anvers, elle confirme lors du tournoi de vitesse, où elle parvient en finale. Elle s'incline en deux manches face à la Russe Svetlana Grankovskaya et décroche la médaille d'argent.
En 2002, elle remporte deux manches de Coupe du monde, le 500 mètres contre-la-montre à Cali et la vitesse individuelle à Sydney. Elle décroche deux autres podiums en vitesse sur les manches de Cali et Monterrey, ce qui lui permet de terminer deuxième du classement général de la discipline, derrière la Russe Svetlana Grankovskaya.

### Dopage et procès
En 2000, Tammy Thomas, alors en course pour se qualifier pour les Jeux olympiques, subit en contrôle positif à la testostérone. Des tests réalisés ultérieurement révéleront également la présence de norbolethone, un stéroïde anabolisant jusqu'alors indétectable. Dans leurs investigations, les enquêteurs découvrent son nom parmi les clients du controversé Laboratoire Balco, au côté d'autres athlètes comme Marion Jones et Tim Montgomery. Elle est bannie à vie des compétitions de cyclisme.
Interrogé par le "Grand Jury" en novembre 2003, elle affirme n'avoir jamais pris de stéroïdes et ne pas avoir été un client de Balco. En avril 2008, elle est reconnue coupable de parjure. Trois mois plus tard, elle est condamnée à six mois d'assignation à résidence et cinq ans de probation. Avec la fin forcée de sa carrière de cycliste, Tammy Thomas avait repris des études de droit, mais en raison de sa condamnation, elle ne pouvait plus prétendre à une profession juridique.
Alors que Tammy Thomas s'est présentée avec une silhouette mince, féminine lors du procès de 2008, elle avait une apparence masculine au cours de sa carrière de cycliste. Un agent des stupéfiants rapporte que lors d'un contrôle inopiné le 14 mars 2002, elle lui avait ouvert la porte avec de la crème à raser sur le côté gauche de son visage, autour de son oreille et aussi environ 20 kg de plus par rapport à la date du procès. Un médecin qui avait examiné Tammy Thomas en 2000, décrit la présence de caractéristiques masculines comme la voix rauque, des poils sur le visage et la poitrine et des signes de calvitie.

### L'après cyclisme
Avec ses condamnations, Tammy Thomas a du arrêter ses études pour devenir avocat. En 2013, elle vit à Ridgeland, dans le Mississippi, où elle travaille comme entraîneur personnel et organise des bootcamps. Elle souffre des conséquences médicales et psychologiques du dopage et du scandale qui a suivi. En outre, elle a déclaré que son entraîneur de l'époque Carlos Laborde avait abusé d'elle sexuellement et qu'il l'avait initié au dopage.

## Palmarès sur piste

### Championnats du monde
- Anvers 2001
  -  Médaillée d'argent de la vitesse

### Coupe du monde
- 2001
  - 2e du 500 mètres à Mexico
  - 2e de la vitesse à Mexico
- 2002
  - 1re du 500 mètres à Cali
  - 1re de la vitesse à Sydney
  - 2e de la vitesse à Cali
  - 3e de la vitesse à Monterrey